# アオーゼ
アオーゼ（AOSE）は、大分県日田市上城内町にある、中央公民館、博物館、美術展示ギャラリーを複合した文化施設である。

## 概説
2014年（平成26年）9月に策定された「日田市複合文化施設整備基本計画」に基づいて、従来の中央公民館を大幅に改修して整備され、2016年（平成28年）8月5日に開館した。
愛称は一般公募により、アオーゼ（AOSE）とされた。AOSEは「Area Of Social Education」（社会教育エリア）を意味し、日本語の「会おうぜ」の意味も含意している。
これまで日田市内に十分な収蔵施設がなかったために京都で保管されていた、日田市出身の画家岩澤重夫の作品などを収蔵している。

## 施設
本館棟及び収蔵庫棟から成り、本館棟の1-3階には以下の施設が配置されている。収蔵庫棟には美術品や博物館資料の収蔵庫が設けられている。
- 3階[7]
  - 日田市立博物館（常設展示室・企画展示室）
  - ボランティアルーム
  - 体験学習室 2
- 2階
  - 美術展示ギャラリー
  - 会議室 1-3
  - 体験学習室 1
- 1階
  - 多目的ホール
  - 音楽室
  - 練習室

### 諸元
- 敷地面積 - 5,708.7m2
- 延床面積[5]
  - 本館棟 - 3,690m2
  - 収蔵庫棟 - 679m2